# Liste der Naturdenkmäler in Gsies
Die Liste der Naturdenkmäler in Gsies (italienisch Valle di Casies) enthält die zwölf als Naturdenkmal ausgewiesenen Objekte auf dem Gebiet der Gemeinde Gsies in Südtirol.
Basis ist das im Internet einsehbare offizielle Verzeichnis der Naturdenkmäler in Südtirol (Stand: 23. Januar 2015). Dabei kann es sich um botanische, geologische oder hydrologische Naturdenkmäler handeln. Die Reihenfolge in dieser Liste orientiert sich an der ID, alternativ ist sie auch nach dem Namen sortierbar.

## Liste
| Foto |                 | Name                                         | Standort                     | Beschreibung                               |
| ---- | --------------- | -------------------------------------------- | ---------------------------- | ------------------------------------------ |
| BW   | Datei hochladen | eine Hängefichte in Pidig-Stucka ID: 026_G01 | 46° 51′ 57″ N, 12° 14′ 51″ O | Botanisches Naturdenkmal: Fichte           |
| BW   | Datei hochladen | eine Zirbe beim Mooswalderhof ID: 026_G02    | 46° 50′ 56″ N, 12° 15′ 4″ O  | Botanisches Naturdenkmal: Zirbe            |
| BW   | Datei hochladen | eine Esche beim Laferhof ID: 026_G03         | 46° 50′ 17″ N, 12° 14′ 36″ O | Botanisches Naturdenkmal: Esche            |
| BW   | Datei hochladen | eine Lärche im Verselltal ID: 026_G04        | 46° 48′ 31″ N, 12° 15′ 26″ O | Botanisches Naturdenkmal: Lärche           |
| BW   | Datei hochladen | Pfoiseabl ID: 026_G05                        | 46° 52′ 9″ N, 12° 16′ 45″ O  | Hydrologisches Naturdenkmal: See           |
| BW   | Datei hochladen | Grubermoor ID: 026_G06                       | 46° 46′ 44″ N, 12° 11′ 38″ O | Hydrologisches Naturdenkmal: Feuchtgebiet  |
| BW   | Datei hochladen | Gruberheide ID: 026_G07                      | 46° 46′ 42″ N, 12° 11′ 28″ O | Hydrologisches Naturdenkmal: Feuchtgebiet  |
| BW   | Datei hochladen | Kohlermoor ID: 026_G08                       | 46° 46′ 41″ N, 12° 12′ 8″ O  | Hydrologisches Naturdenkmal: Feuchtgebiet  |
| BW   | Datei hochladen | Weitriesermoor ID: 026_G09                   | 46° 46′ 47″ N, 12° 12′ 10″ O | Hydrologisches Naturdenkmal: Übergangsmoor |
| BW   | Datei hochladen | Praindlermoor ID: 026_G10                    | 46° 47′ 50″ N, 12° 12′ 49″ O | Hydrologisches Naturdenkmal: Hochmoor      |
| BW   | Datei hochladen | Mooswaldermoos ID: 026_G11                   | 46° 50′ 58″ N, 12° 14′ 55″ O | Hydrologisches Naturdenkmal: Feuchtgebiet  |
| BW   | Datei hochladen | Seaberlacke ID: 026_G12                      | 46° 53′ 8″ N, 12° 15′ 7″ O   | Hydrologisches Naturdenkmal: Bergsee       |

| Foto: | Fotografie des Naturdenkmals. Klicken des Fotos erzeugt eine vergrößerte Ansicht. Daneben finden sich zwei Symbole: |
| ID    | Identifikator bei der Abteilung Natur, Landschaft und Raumentwicklung der Südtiroler Landesverwaltung               |